# Rue Céline
La rue Céline est une voie de la commune française d'Antony dans les Hauts-de-Seine.

## Situation et accès
Orientée du nord au sud, cette rue relie l'avenue Gabriel-Péri à la place des Anciens-Combattants d'Afrique du Nord.
Dans son parcours, elle marque l'extrémité orientale du « passage de la Bièvre », passage piéton sous le RER B, recouvrant la rivière désormais enterrée,.

## Origine du nom
Le lotissement du « Nouvel Antony » a été établi sur un terrain dont le propriétaire avait trois filles ; les rues créées dans ce lotissement furent désignées d'après les prénoms des trois filles : Céline, Madeleine et Suzanne,. Ce lotissement avait été conçu en 1895 par l'architecte Anatole de Baudot.

## Historique
Elle croisait le cours de la Bièvre, désormais enterrée à cet endroit.

## Bâtiments remarquables et lieux de mémoire
- Espace Vasarely, salle de spectacle et complexe de création artistique, ouvert en 2014.
- À l'angle de l'avenue Gabriel-Péri, bâtiment d'un bureau de poste, installé à la fin du XIXe siècle dans le lotissement dit « Nouvel Antony »[6].